# Cheirostylis cochinchinensis
Cheirostylis cochinchinensis är en orkidéart som beskrevs av Carl Ludwig von Blume. Cheirostylis cochinchinensis ingår i släktet Cheirostylis och familjen orkidéer. Inga underarter finns listade i Catalogue of Life.